# Temptations (сингл)
«Temptations» — третій сингл з третього студійного альбому американського репера Тупака Шакура Me Against the World. Бек-вокалісти: продюсери Ерік Сермон, Easy Mo Bee.

## Написання й структура
Ідея «Temptations» з'явилася наприкінці 1993, коли продюсер Easy Mo Bee прийшов до Шакура на знімальний майданчик «Через край» (1994). У Рукер-парці, Нью-Йорк, Mo Bee запропонував Тупаку кілька пісень, які вони могли б засемплувати для Me Against the World. Репер обрав «Computer Love» Zapp. Композицію у минулому часто використовували інші артисти. Шакур вирішив прискорити темп «Computer Love» і отримати басову лінію пісні завдяки низькочастотному аудіофільтру.
Після додавання нового біту й синтезаторних звуків Mo Bee засемплував у більшій частині з тенором, де повторюється «Hey», «Watch Yo Nuggets» Redman та Еріка Сермона . У гуці як семпл використано «Sing a Simple Song» Sly & the Family Stone. Текст зосереджено на стосунках та проблемі невірності. Інша тема: почуття самотності, характерне для кожного.

## Відеокліп
Хоча єдиним репером на треці є Тупак, він відсутній у кліпі через ув'язнення. Режисер: Девід Нельсон. У відео знялися: Адіна Говард, B-Real, Білл Белламі, Шеріл Джеймс, Coolio, Крістал Вотерс, DJ Spinderella, Ice-T, Айзек Гейз, Джада Пінкетт-Сміт, Жасмін Гай, Кенія Мур, Shock G, Джо Торрі, Treach, Warren G, Yo-Yo.
За Нельсоном: «Це неймовірний виклик, зробити креативний кліп без самого артиста». За словами режисера, їм дуже допоміг Coolio, який був першим, хто зіграв свою роль (посильного). Нельсон заявив, роль Coolio «є тією ниткою, що сплітає всю концепцію відео». Іветт Ленґ, виконавчий продюсер кліпу від F.M. Rocks, описала процес зйомки «великою вечіркою» на підтримку Шакура.
«Я зняв кліп як фільм, прев'ю-версія рівнозначна кінотрейлеру. Ми обоє хотіли, щоб відео було сексуальним та еротичним, але не низькопробним. Ми безперечно перевершили себе, однак потім воно стає дещо комедійним, щоб не бути занадто серйозним».— Девід Нельсон, Billboard
На початку кліпу Ice-T (консьєрж), лає Coolio (посильний), у вестибюлі готелю, бо останній, на його думку, несумлінно виконує свою роботу й тому не заслуговує на неї. Пісня починає грати після закінчення сцени. Далі за сюжетом Coolio, перебуваючи на роботі, стає свідком покеру на роздягання, лесбійських утіх та кількох інших сексуальних сцен. Посильного зрештою запрошують до номера, музика добігає кінця. Відео завершується тим, як Ice-T скаржиться Coolio на його трудову етику.

## Список пісень
| № | Назва                                   | Тривалість |
| - | --------------------------------------- | ---------- |
| 1 | «Temptations (Album Version)»           | 5:00       |
| 2 | «Temptations (Battlecat Club Mix)»      | 4:46       |
| 3 | «Temptations (Battlecat Hip Hop Mix)»   | 5:07       |
| 4 | «Temptations (Instrumental)»            | 4:58       |
| 5 | «Me Against the World (Album Version)»  | 4:39       |
| 6 | «Me Against the World (Soul Power Mix)» | 4:44       |

| № | Назва                         | Тривалість |
| - | ----------------------------- | ---------- |
| 1 | «Temptations» (Album Version) | 5:00       |

| №         | Назва                                           | Тривалість |
| --------- | ----------------------------------------------- | ---------- |
| Сторона А |                                                 |            |
| 1         | «Temptations» (Clean Radio Edit)                | 4:27       |
| 2         | «Temptations» (Album Version)                   | 5:00       |
| 3         | «Temptations» (Instrumental)                    | 4:58       |
| Сторона Б |                                                 |            |
| 1         | «Temptations» (Battlecat Hip Hop Mix)           | 5:07       |
| 2         | «Temptations» (Battlecat Club Mix)              | 5:46       |
| 3         | «Temptations» (Battlecat Club Mix Instrumental) | 5:03       |

| №         | Назва                               | Тривалість |
| --------- | ----------------------------------- | ---------- |
| Сторона А |                                     |            |
| 1         | «Temptations» (Clean Radio Edit)    | 4:27       |
| 2         | «Me Against the World» (Radio Edit) | 4:07       |
| Сторона Б |                                     |            |
| 1         | «Temptations» (Clean Radio Edit)    | 4:27       |
| 2         | «Me Against the World» (Radio Edit) | 4:07       |

| № | Назва                                       | Тривалість |
| - | ------------------------------------------- | ---------- |
| 1 | «Temptations» (Radio Edit)                  | 4:27       |
| 2 | «Temptations» (Clean Battlecat Hip Hop Mix) | 5:07       |

| №         | Назва                                   | Тривалість |
| --------- | --------------------------------------- | ---------- |
| Сторона А |                                         |            |
| 1         | «Temptations» (Album Version)           | 5:00       |
| 2         | «Temptations» (Battlecat Club Mix)      | 5:46       |
| 3         | «Temptations» (Instrumental)            | 4:58       |
| Сторона Б |                                         |            |
| 1         | «Temptations» (Battlecat Hip Hop Mix)   | 5:07       |
| 2         | «Me Against the World» (Album Version)  | 4:39       |
| 3         | «Me Against the World» (Soul Power Mix) | 4:44       |

## Чартові позиції
«Temptations» провів 6 тижнів у Billboard Hot 100 й 14 тижнів у Hot R&B/Hip-Hop Songs.
| Чарт (1995)              | Найвища позиція |
| ------------------------ | --------------- |
| США                      | 68              |
| US Hot R&B/Hip-Hop Songs | 35              |
| US Rap Songs             | 13              |